# 야나기사와 요시야스
야나기사와 요시야스(일본어: 柳沢吉保, 1658년 ~ 1714년)는 에도 시대 전기의 소바요닌(일본어: 側用人)을 역임한 후다이 다이묘이다.

## 생애
소년 시절부터 도쿠가와 쓰나요시를 섬겼고, 쓰나요시가 에도 막부 제5대 쇼군이 된 후 출세가도를 달려 소바요닌에 임명되고 다이묘가 되었다. 1704년에는 15만석의 고후 번주가 되어 고후 성에서 살았다. 1709년 쇼군 쓰나요시가 사망하고 제6대 쇼군이 된 도쿠가와 이에노부의 견제를 받아 면직되어 막부에서 물러나게 되었다. 1714년에 고후 번 다이묘로 10년 간 재위 후에 사망하였다.

## 사후
요시야스 사후 장남 요시사토(吉里)는 요시야스의 뒤를 이어 고후 번주로 10년 간 재위한 이후, 야마토 고리야마 번(大和郡山藩) 15만석, 그 밖의 아들들인 사남 쓰네타카(経隆)는 에치고 구로카와번(越後黒川藩), 오남 도키치카(時睦)는 에치고 미쓰카이치번(越後三日市藩) 등의 각각의 야나기사와 가문 초대 번주가 되었다. 그 외 육남 요네쿠라 다다스케(米倉忠仰)는 시모쓰케 미나가와 번주(下野皆川藩) 요네쿠라 마사테루(米倉昌照)의 양자가 되어 요네쿠라 가문을 물려받아 시모스케 미나가와 번 제4대 번주가 되었고 후에 무사시 무쓰우라 번(武蔵六浦藩)의 초대 번주가 되었고, 칠남 야스쓰네(保経)는 형 도키치카의 뒤를 이어 미쓰카이치 번을 물려받아 제2대 번주가 되었다.

## 업적
요시야스는 에도 시내에 정원(庭園)인 육의원(六義園)을 개설하였다.

## 등장 작품

### TV 드라마
요시야스가 주인공인 TV 드라마
- 겐로쿠 태평기(1975년, NHK 대하드라마) - 이시자카 코지

요시야스가 등장하는 TV 드라마
- 아코 낭인(1964년, NHK대하드라마) - 반도 미츠고로 (8대)
- 고개의 군상(1982년) - 오카모토 후지타
- 8대 장군 요시무네(1995년) - 에노키 타카아키
- 겐로쿠 요란(1999년) - 무라카미 히로아키
- 오오쿠~화의 란~(2005년) - 키타무라 카즈키

| 전임 마쓰다이라 시게하루 | 사누키 번 번주 (야나기사와 가문) 1688년 ~ 1694년 | 후임 아베 마사타네 |

| 전임 마쓰다이라 노부테루 | 가와고에번 번주 (야나기사와 가문) 1694년 ~ 1704년 | 후임 아키모토 다카토모 |

| 전임 도쿠가와 쓰나토요 | 제1대 고후 번 번주 (야나기사와 가문) 1704년 ~ 1709년 | 후임 야나기사와 요시사토 |

| 전임 난부 나오마사 | 에도 막부 소바요닌 1688년 ~ 1709년 | 후임 가나모리 요리토키 |

## 같이 보기
- 사무라이